# Loisach

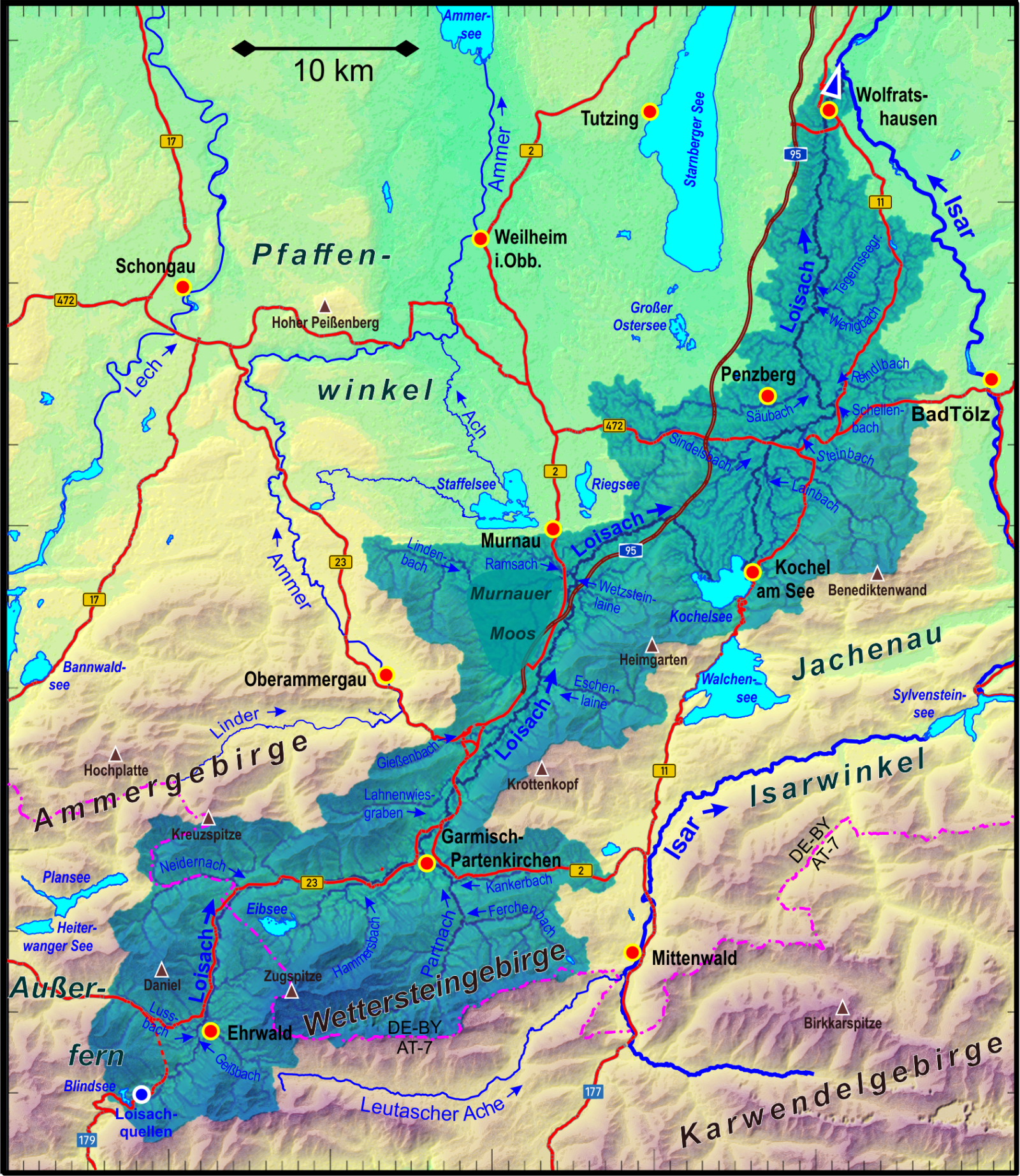
Orografisches Einzugsgebiet der Loisach

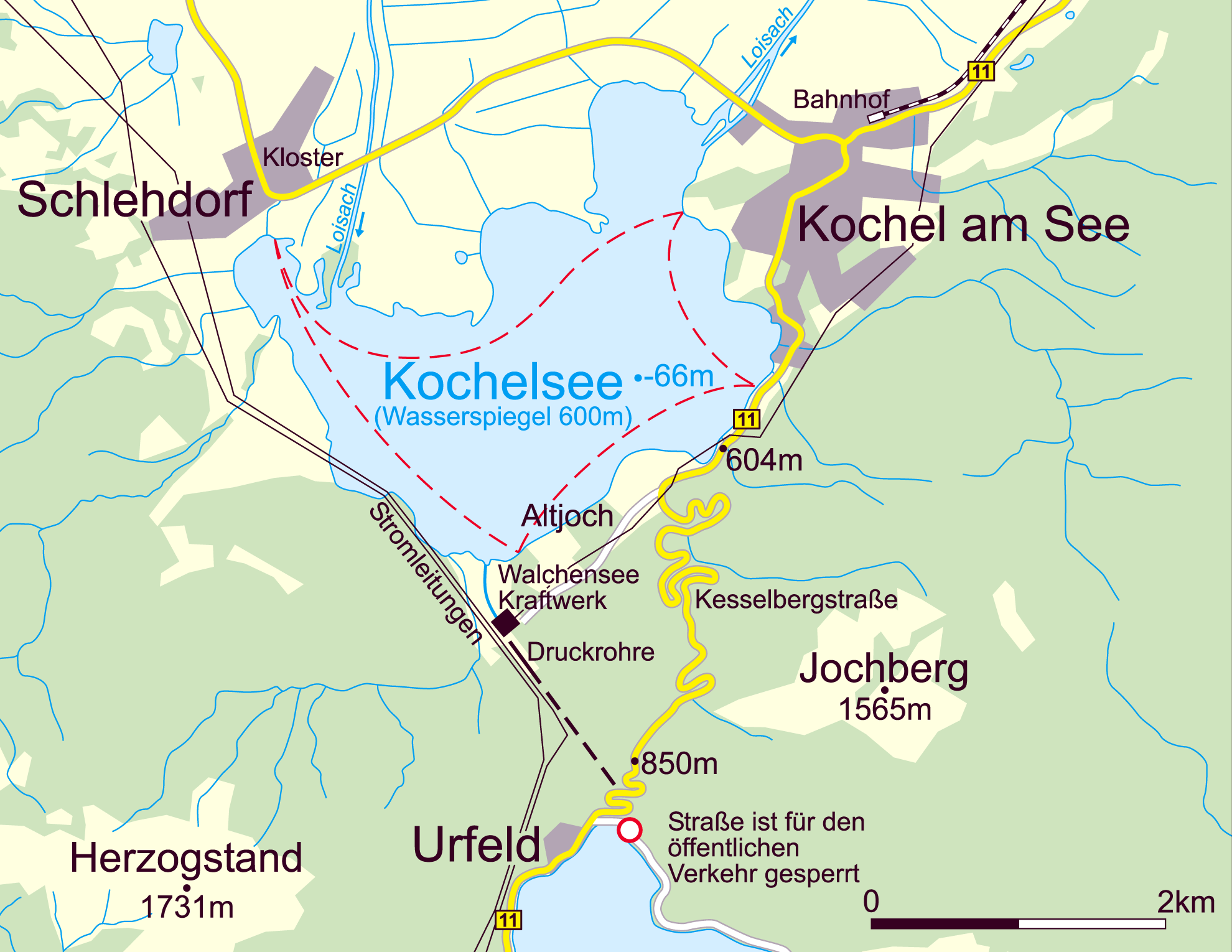
Zu- und Abfluss der Loisach am Kochelsee

Die Loisach ist ein 113,2 km langer, südsüdwestlicher und linker Zufluss der Isar in Österreich und Deutschland. Sie entspringt nördlich des Fernpasses in Tirol und mündet nach nordöstlichem Verlauf nahe dem bayerischen Wolfratshausen.

## Etymologie
Dem Namen liegt die indogermanische Wurzel *leubʰ, das ‚lieb‘ bedeutet, zugrunde. Es ist mit einem s als Suffix abgeleitet. Der Name bezieht sich auf den angenehmen Lauf des Flusses. Frühere Namensformen sind Liubasa (1003), Lyubasa (ca. 1052), Liubisaha (1148–1155), Livbisaha (12. Jahrhundert), Liubsaha (1258), Leusach (1332), Leusach (1348), Lewsach (1424), Loysach (1536) und schließlich 1553 Loisach.

## Geographie

### Verlauf

#### Von der Quelle bis zur bayrischen Grenze
Die Loisach entspringt im Bundesland Tirol zwischen den Lechtaler Alpen im Westen und dem Mieminger Gebirge im Osten unterhalb und nordöstlich des Fernpasses. Ihre Quellen befinden sich in der Gemeinde Biberwier in der Nähe des Mittersees nahe der B 179. Von dort fließt ihr Wasser nordwärts durch das Ehrwalder Becken und anschließend entlang der B 187 durch Ehrwald und westlich vorbei an der Zugspitze zur deutschen Grenze.

#### Von Garmisch-Partenkirchen bis zum Kochelsee
Auf bayerischer Seite passiert sie Richtung Nordosten zuerst Griesen und fließt dann vorbei an Grainau nach Garmisch, dem größten Ortsteil von Garmisch-Partenkirchen. Danach verläuft sie zwischen den Ammergauer Alpen im Westen und dem Estergebirge im Osten weiter nach Norden.
Über Farchant, Oberau und Eschenlohe sowie vorbei an Ohlstadt und Murnau erreicht die Loisach Großweil, wo sie nach Südosten abknickt und bei Schlehdorf nördlich des Herzogstands in den Westteil des Kochelsees einfließt.

#### Vom Kochelsee bis zur Mündung in die Isar
Sie verlässt den See an seinem Nordrand westlich von Kochel, passiert Benediktbeuern und Penzberg und verlässt dort endgültig die Nordausläufer der Bayerischen Alpen. Sie durchfließt noch Eurasburg und mündet nördlich von Wolfratshausen im Auwald Pupplinger Au in die Isar.

### Einzugsgebiet
Das orografische Einzugsgebiet der Loisach liegt zu 14 % in Tirol und zu 86 % in Bayern. Es umfasst das Ehrwalder Becken, das südöstliche Ammergebirge, das westliche und nördliche Wettersteingebirge, die Westflanke des Estergebirges, große Teile der Kocheler Berge und das Euracher Filz. Zusätzlich wird die Loisach von Karstquellen gespeist, deren unterirdisches Einzugsgebiet über das orografische
hinaus reicht, wie z. B. die Entwässerung des Michelfelds und des Angerlbodens im Estergebirge durch das Kuhfluchthöhlensystem. Erheblich erweitert wird das Einzugsgebiet der Loisach durch die künstlichen Zuleitungen
zum Walchenseekraftwerk.

### Zuflüsse
Die wichtigsten Zuflüsse der Loisach sind rechtsseitig der Hammersbach aus dem Höllental, die Partnach bei Garmisch-Partenkirchen, die aus Karstquelltöpfen stark einspeisenden Bäche Kuhflucht bei Farchant, Röhrlbach und Lauterbach bei Oberau und der Mühlbach bei Eschenlohe sowie die Eschenlaine bei Eschenlohe, die Kaltwasserlaine bei Ohlstadt und der von der Benediktenwand kommende Lainbach. Linksseitig erhält die Loisach einen nennenswerten Zufluss bei Griesen von der Neidernach, bei Oberau vom Gießenbach und bei Murnau über die Ramsach, die das gesamte Murnauer Moos entwässert.

## Wassermenge
Nach den Angaben des Hochwassernachrichtendienstes Bayern über den mittleren Abfluss der Loisach in Beuerberg und des Loisach-Isar-Kanals in Bruggen fließen vor Wolfratshausen im Mittel 54 m³/s ab. Der Wert ist gegenüber dem natürlichen Abfluss erhöht, weil über das Walchenseekraftwerk Wasser von der Isar zugeführt wird. Ohne diesen Beitrag von knapp 20 m³/s aus dem Isarsystem bleibt ein Abfluss von knapp 35 m³/s, womit die Loisach nach der Amper der zweitgrößte Nebenfluss der Isar ist.

## Eingriffe durch den Menschen

### Verbauungen
Schon um 1900 wurde an der Loisach eine Ufersicherung errichtet. Darüber hinaus wurde sie streckenweise begradigt, z. B. in der Ortslage von Garmisch, bei Murnau und nördlich des Kochelsees. Ehemalige Flussschleifen wurden dadurch abgeschnitten und sind stellenweise als Altwässer erhalten geblieben, z. B. östlich von Penzberg. Als Ziele der Begradigung können Hochwasserschutz, Moorentwässerung und Verbesserung der Verkehrsverhältnisse genannt werden. Der notwendige Platz für die Trassierung von Eisenbahnstrecke und Straße im engen Loisachtal westlich von Grainau konnte nur durch Begradigung und Verbauung der Loisach geschaffen werden.
Der Triftkanal verbindet die Abschnitte oberhalb und unterhalb des Kochelsees zum Zwecke der Flößerei.

### Renaturierung und Hochwasserschutz

#### Garmisch-Partenkirchen
In drei Teilabschnitten wurde das Flussbett zwischen 1992 und 1997 für insgesamt 4,88 Millionen DM renaturiert. Der vergrößerte Abflussquerschnitt reduziert die Hochwassergefahr und lässt im Rahmen naturnah gestalteter neuer Ufersicherungen eine gewisse Eigendynamik der Flussbettentwicklung zu, was wiederum die Selbstreinigungskraft und das ökologische Entwicklungspotenzial verbessert. Zusätzlich mindern Sohlrampen die zuvor starke Tiefenerosion. Mit verbreiterten Ufersäumen vermittelt die Loisach seitdem wieder Naturnähe und Zugänglichkeit.

#### Eschenlohe
Nachdem der Ort Eschenlohe sowohl vom Pfingsthochwasser 1999 als auch vom Alpenhochwasser 2005 schwer getroffen wurde, wurden auf 2 km Baumaßnahmen durchgeführt, um den Ort vor zukünftigen Hochwasserereignissen dieser Größenordnung zu schützen. Es wurden unter anderem eine 1000 m lange Ufermauer und eine neue Brücke errichtet, die die Loisach ohne stauenden Pfeiler überquert.

### Wasserkraftwerke
Das Wasser der Loisach wird von verschiedenen Kraftwerken zur Energieerzeugung genutzt.
- In Garmisch-Partenkirchen am Loisachwehr befindet sich seit dem Jahr 2011 wieder ein Kraftwerk, nachdem ein Vorgängerbau im Jahr 1920 durch ein Hochwasser stark beschädigt wurde. Das neue Kraftwerk liefert pro Jahr 2,20 GWh Strom, was ausreicht etwa 600 Haushalte zu versorgen.[7]
- Das Laufwasserkraftwerk in Farchant verfügt über eine Kaplan-Turbine mit einer Leistung von 400 kW. Außerdem stehen dort noch eine Kondensationsdampfkesselanlage, zwei Dieselaggregate mit einer Leistung von je 350 kW und ein Notstromaggregat mit einer Leistung von 1.500 kW bereit.[8]
- Das Wasserkraftwerk Schönmühl ist ein Laufwasserkraftwerk mit einer Leistung von 5 MW.
- In Großweil wurde im Februar 2020 das welterste Schachtkraftwerk in Betrieb genommen.[9] Die Wasserkraftanlage mit einer maximalen Ausbauleistung von ca. 420 kW wird rund 2,5 GWh Strom pro Jahr produzieren; die Anlagen liegen größtenteils unter Wasser. Ein wegen der Lage im FFH-Gebiet Murnauer Moos angestrengter Rechtsstreit[10][11] wurde im Frühjahr 2016 mit einem Kompromiss unter Einhaltung verschärfter Umwelt- und Fischschutzauflagen beigelegt.[12][13]

## Fotos

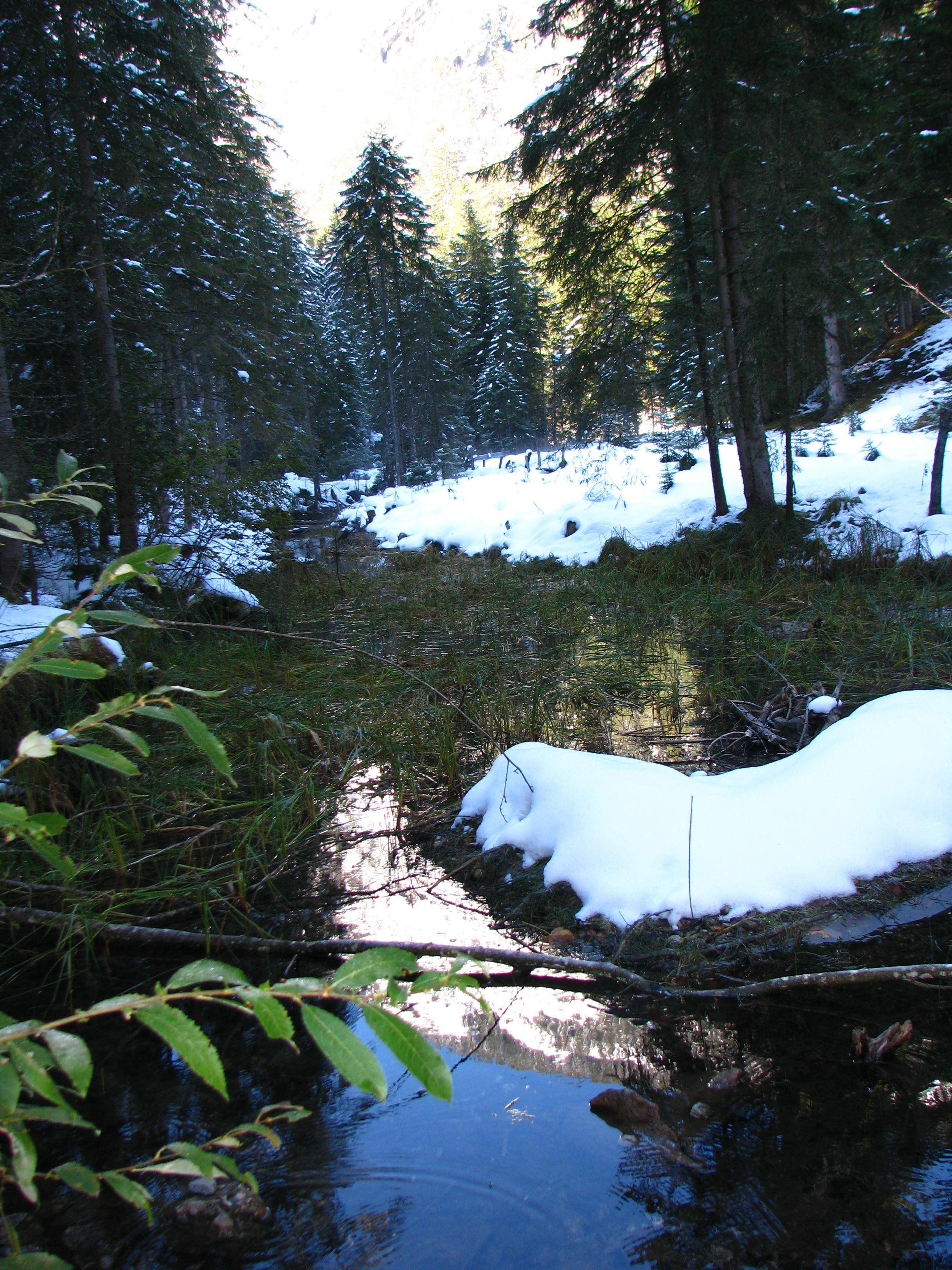
Quellsumpf der Loisach bei Biberwier
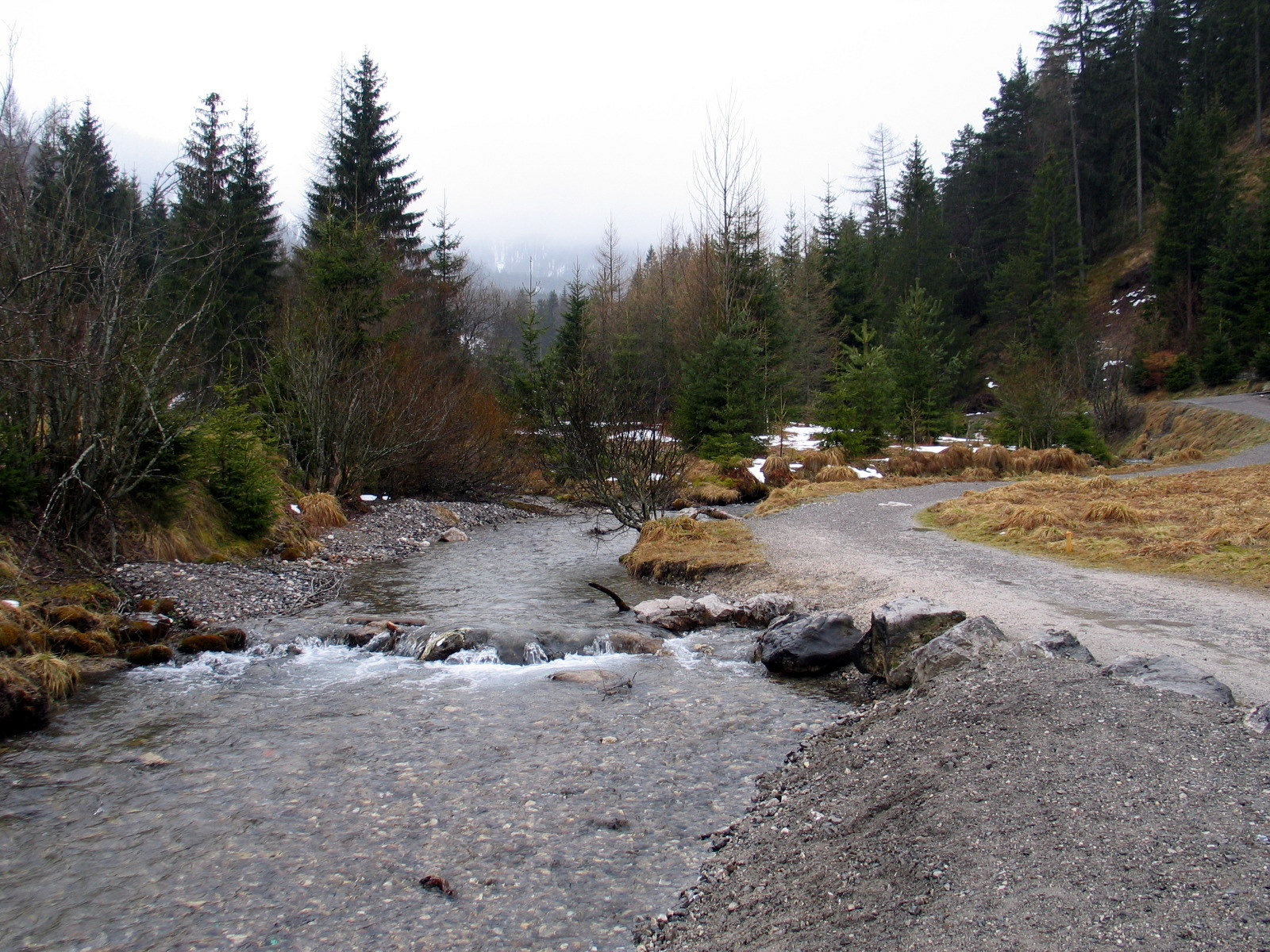
Loisach nahe der Quelle bei Biberwier, Tirol
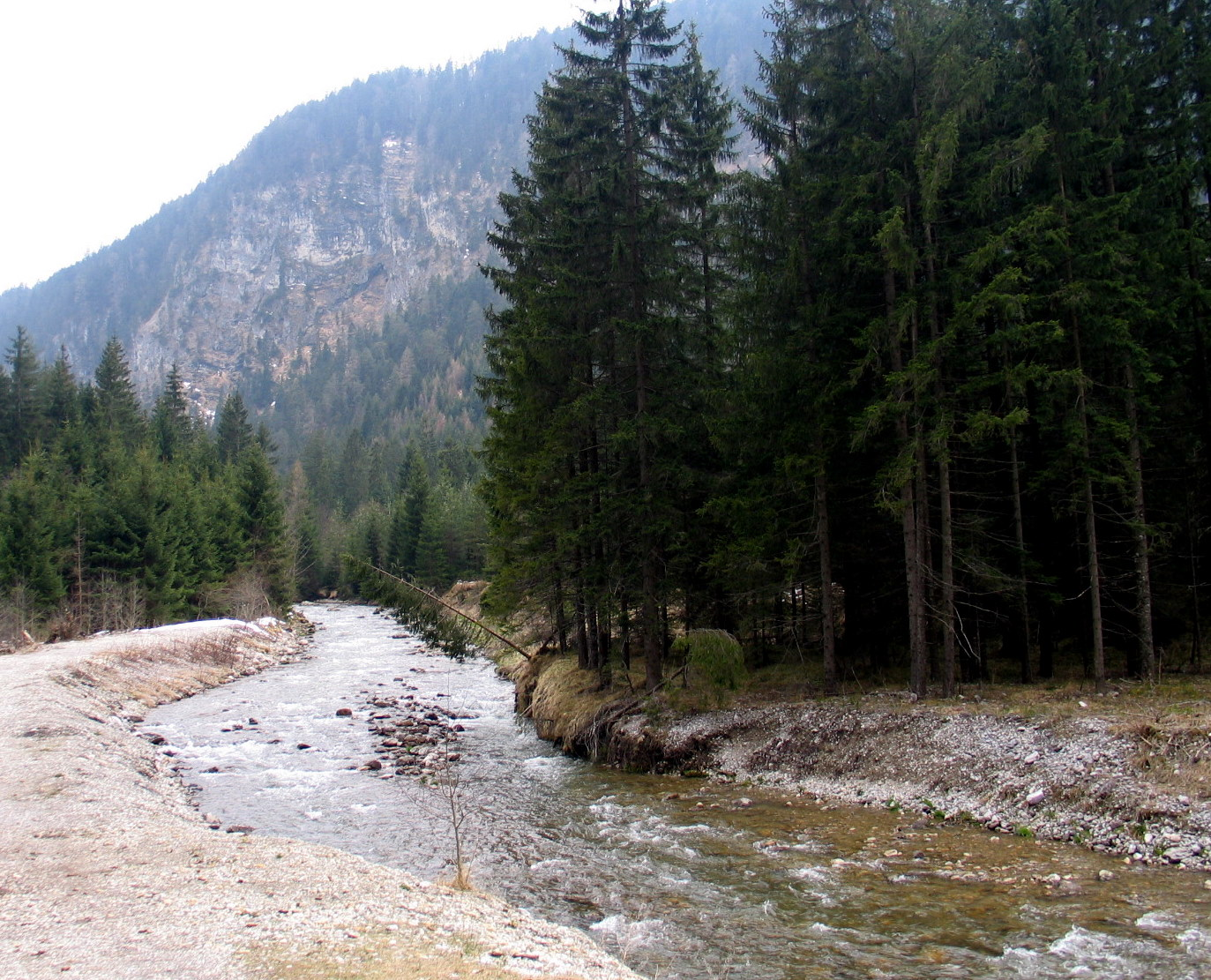
Loisach westlich von Garmisch-Partenkirchen
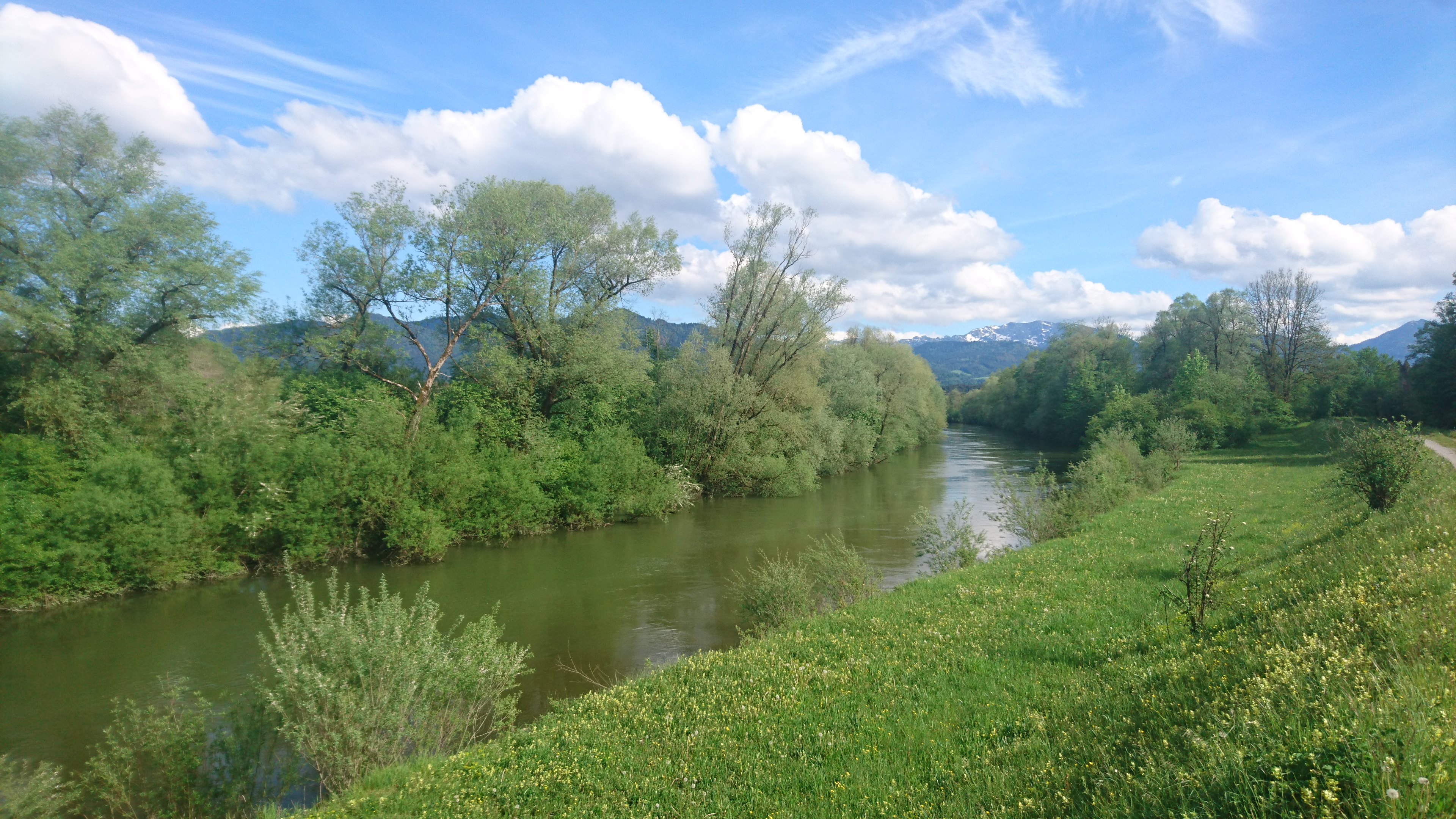
Loisach bei Penzberg-Maxkron
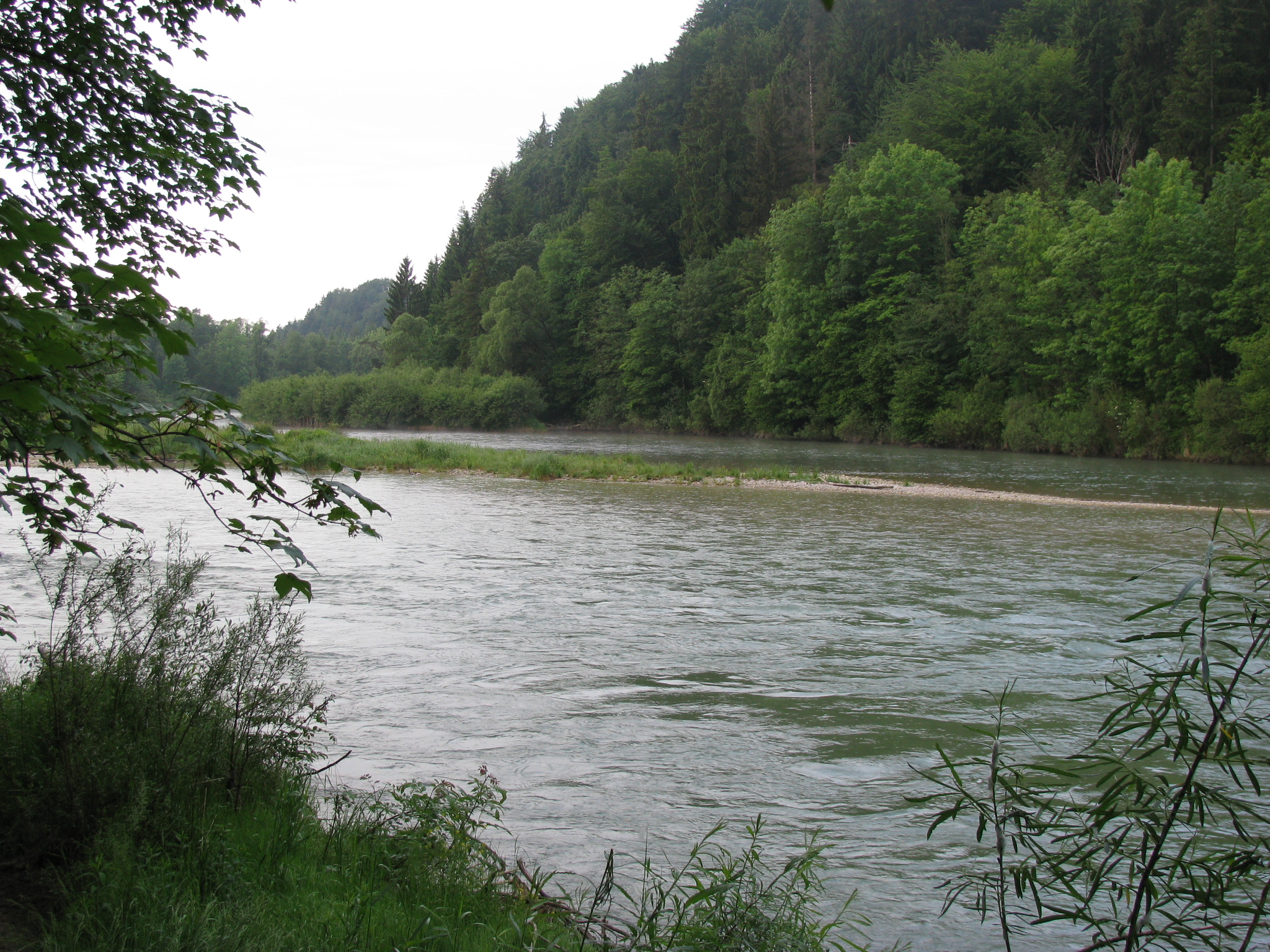
Mündung der Loisach (von rechts) in die Isar
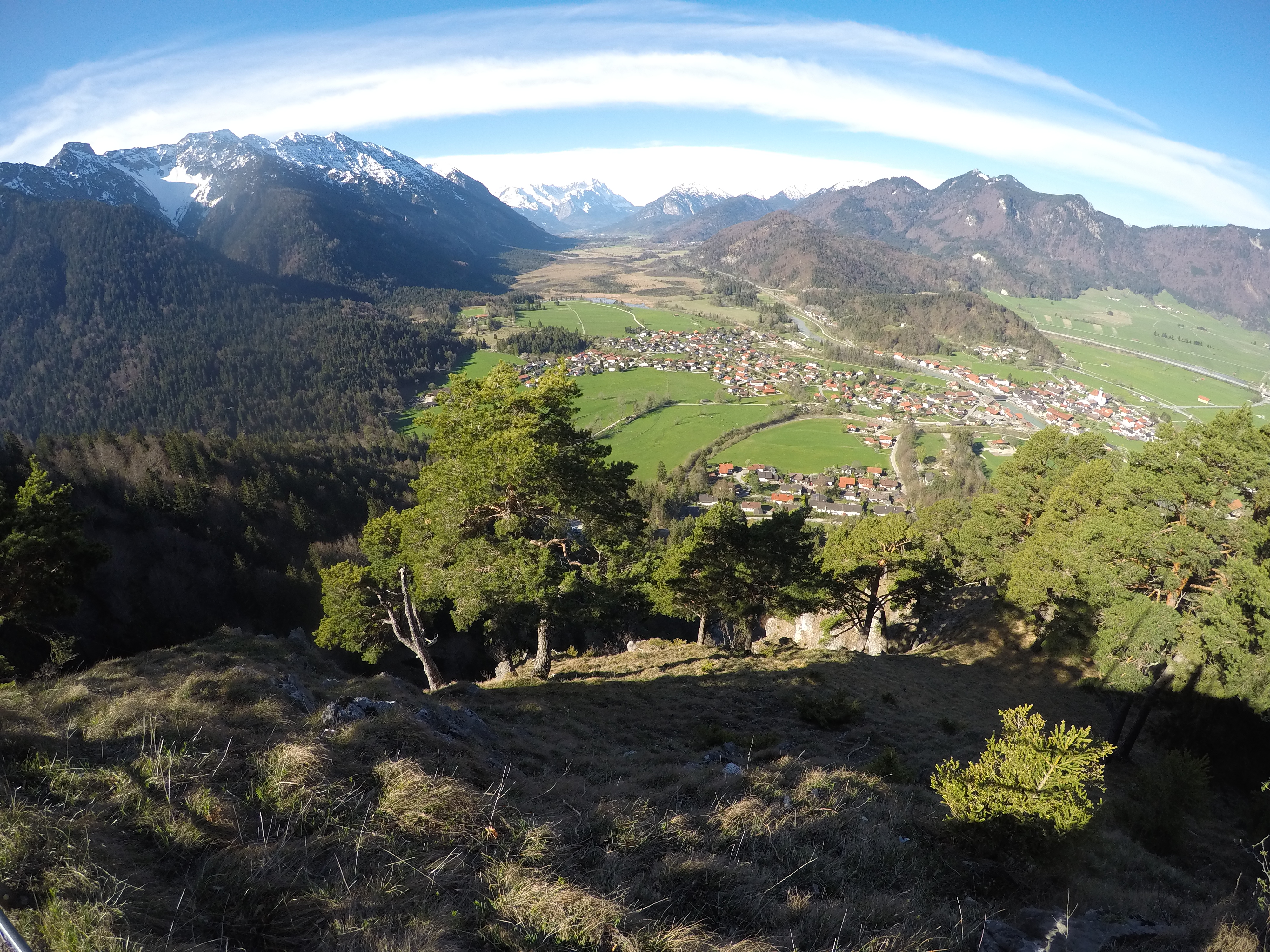
Loisachtal von Norden

## Trivia
Loisach ist auch der Name des fiktiven Spielortes der Vorabendserie Schafkopf im ZDF.

## Weblinks

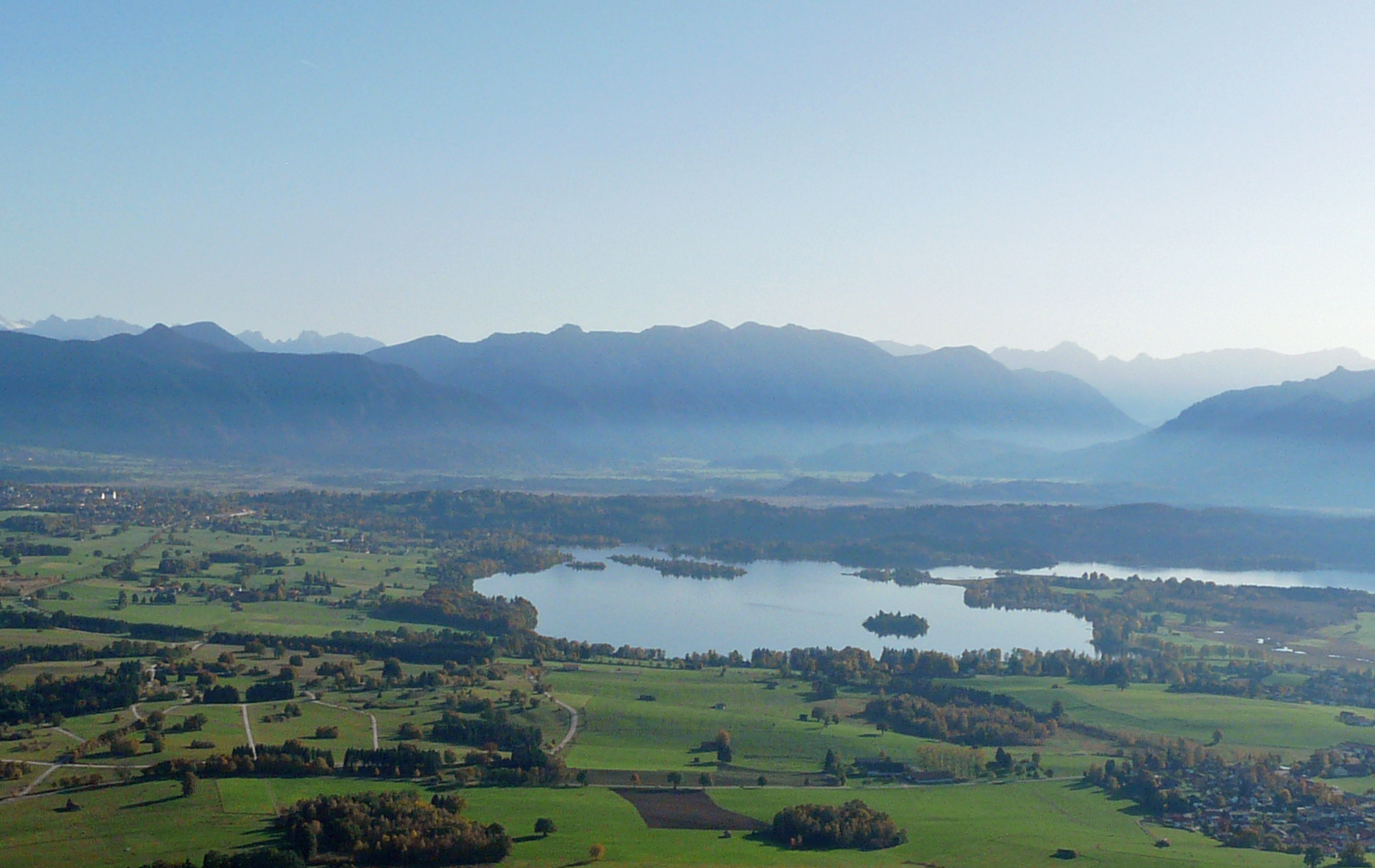
Staffelsee, Schwelle zum Murnauer Moos und tief eingeschnittenes Loisachtal im Süden